# 河东街道 (包头市)
河东街道，是中华人民共和国内蒙古自治区包头市东河区下辖的一个乡镇级行政单位。

## 行政区划
河东街道下辖以下地区：
转龙藏社区、军民共建社区、胜达社区、保利花园社区、滨河东路第四社区、巴彦东第二社区、时代天骄社区和巴彦东第一社区。